# Chełmek
Chełmek là một thị trấn thuộc huyện Oświęcimski, tỉnh Małopolskie ở nam Ba Lan. Thị trấn có diện tích 8 km². Đến ngày 1 tháng 1 năm 2011, dân số của thị trấn là 9034 người và mật độ 1092 người/km².